# Tourismusministerium Osttimors

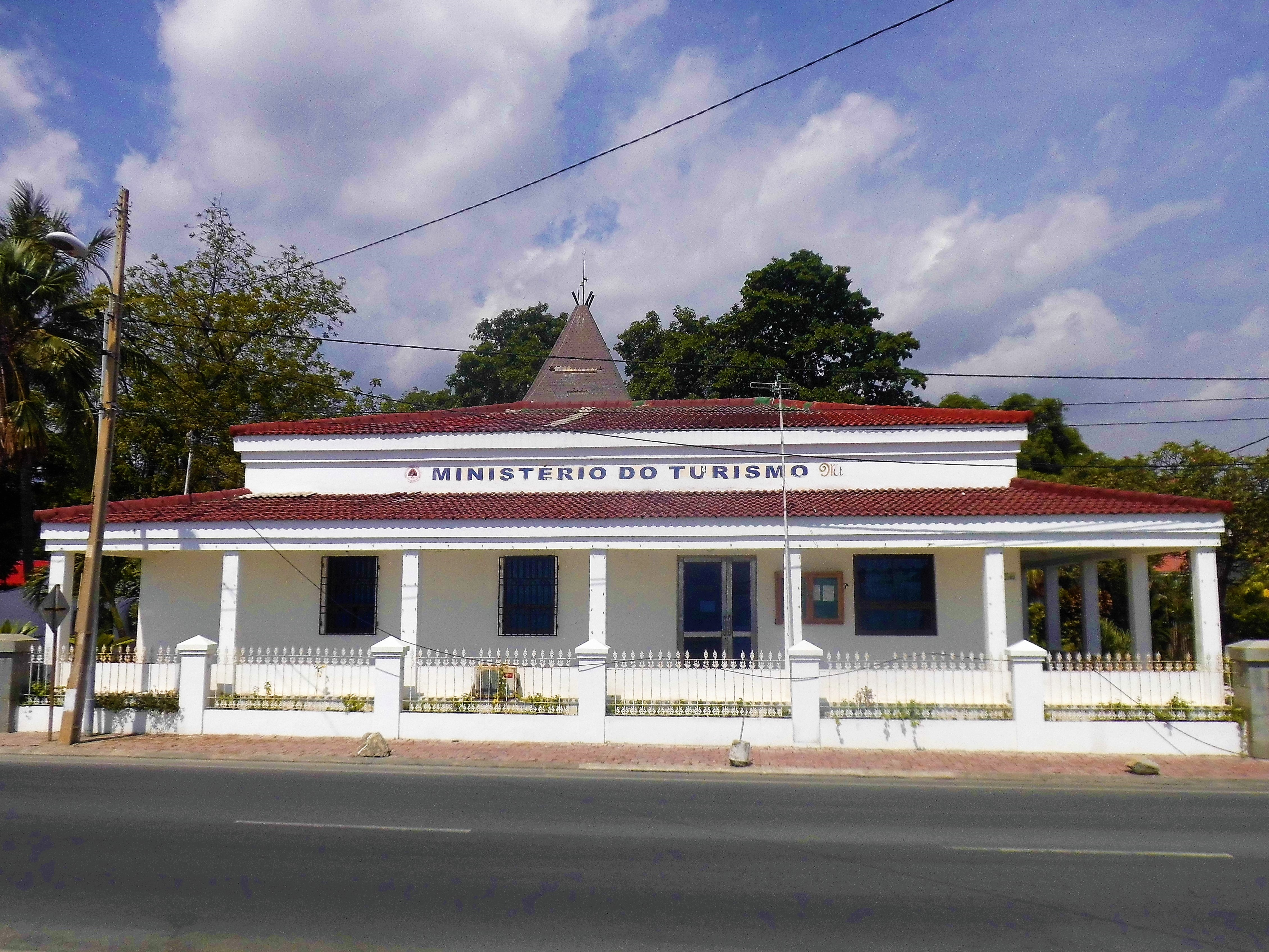
Sitz des Tourismusministeriums Osttimors in Palapaso/Dili

Das Tourismusministerium Osttimors (tetum Ministériu Turizmu, portugiesisch Ministério do Turismo, kurz: MT) ist die osttimoresische Regierungsbehörde für die Tourismuspolitik des Landes. Die Leitung obliegt dem Tourismusminister des Landes. Der Sitz des Tourismusministeriums befindet sich an der Avenida de Motael in Dilis Stadtteil Palapaso (Suco Motael). Das Gebäude ist eine mit koreanischer Hilfe 2003 renovierte und umgebauten Villa aus der portugiesischen Kolonialzeit.

## Zuordnung des Ressorts
| Das Tourismusressort in den verschiedenen Regierungen |                                                                                 |                                                                              |
| Regierung                                             | Ministerium                                                                     | Ämter                                                                        |
| Regierung der FRETILIN/ Exilregierung                 | nicht besetzt                                                                   | nicht besetzt                                                                |
| I UNTAET                                              | nicht besetzt                                                                   | nicht besetzt                                                                |
| II UNTAET                                             | nicht besetzt                                                                   | nicht besetzt                                                                |
| I.                                                    | Ministerium für Entwicklung und Umwelt In Personalunion mit dem Premierminister | Staatssekretär für Tourismus, Umwelt und Investitionen                       |
| II.                                                   | nicht besetzt                                                                   | nicht besetzt                                                                |
| III.                                                  | nicht besetzt                                                                   | nicht besetzt                                                                |
| IV.                                                   | Ministerium für Tourismus, Handel und Industrie MTCI                            | Minister für Tourismus, Handel und Industrie                                 |
| V.                                                    | Ministerium für Tourismus                                                       | Minister für Tourismus Staatssekretär für Kunst und Kultur                   |
| VI.                                                   | Ministerium für Tourismus, Kunst und Kultur                                     | Minister für Tourismus, Kunst und Kultur Staatssekretär für Kunst und Kultur |
| VII.                                                  | Ministerium für Tourismus                                                       | Minister für Tourismus Vizeminister für Tourismus                            |
| VIII.                                                 | Ministerium für Tourismus, Handel und Industrie                                 | Minister für Tourismus, Handel und Industrie Vizeminister für Tourismus      |
| IX.                                                   | Ministerium für Tourismus und Umwelt                                            | Minister für Tourismus und Umwelt                                            |

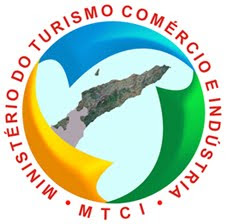
Ministerium für Tourismus, Handel und Industrie

In der seit 2018 bestehenden VIII. Regierung war das Tourismusressort bisher mit dem Ressort „Handel und Industrie“ zum Ministerium für Tourismus, Handel und Industrie (tetum Ministériu Turizmu, Komérsiu no Indústria, portugiesisch Ministério do Turismo, Comércio e Indústria, kurz: MTCI) vereinigt.
In der V. und VII. Regierung trug das Ministerium nur den Namen „Ministerium für Tourismus“, wobei  ihm in der V. Regierung das Ressort „Kunst und Kultur“ untergeordnet war. Dies wurde in der VI. Regierung auch mit der Umbenennung des Ministeriums in Ministerium für Tourismus, Kunst und Kultur (tetum Ministériu Turizmu, Artes no Kultura, portugiesisch Ministério do Turismo, Artes e Cultura, kurz: MTAC) verdeutlicht.

## Aufgaben
Das Tourismusministerium ist das zentrale Organ der Regierung, das für die Konzeption, Umsetzung, Koordinierung und Bewertung der vom Ministerrat festgelegten und genehmigten Politik für die Bereiche Tourismus zuständig ist.
Es ist Aufgabe des Tourismusministers, die Politik vorzuschlagen und die Regulierungsprojekte auszuarbeiten, die für die von ihm verantworteten Bereiche erforderlich sind; Gestaltung, Umsetzung und Bewertung der Tourismuspolitik; zur Stärkung des Tourismussektors beitragen und Maßnahmen und öffentliche Maßnahmen vorschlagen, die für seine Entwicklung relevant sind, Aktivitäten von Wirtschaftsakteuren im Tourismussektor zu unterstützen durch Förderung der notwendigen Schritte zur Umsetzung der Lösungen, die den Lizenzierungsprozess einfacher und schneller machen, Stellungnahmen zu Auskunftsersuchen vor der Gründung von Tourismusunternehmen abzugeben, Einrichtungen und Betriebe von Tourismusunternehmen zu bewerten und zu lizenzieren, die gesetzliche Überwachung, Inspektion und Überwachung von Freizeitspielen und Tourismusprojekten, die Pflege und Verwaltung eines Informations- und Dokumentationszentrums für Unternehmen und Aktivitäten des Tourismussektors, die Lizenz für den Betrieb touristischer Aktivitäten gemäß dem Gesetz auszusetzen oder zu widerrufen, Tourismusprojekte gemäß geltendem Recht zu qualifizieren und zu klassifizieren, den Jahresplans für Werbemaßnahmen zur Entwicklung des Tourismus mit geschätzten Kosten auszuarbeiten, Umsetzung und Durchsetzung von Rechtsvorschriften zur Installation, Lizenzierung und Zustandsüberprüfung von Tourismuseinrichtungen; Einrichtung von Mechanismen für die Zusammenarbeit mit anderen Regierungsabteilungen und -behörden, die für verwandte Bereiche zuständig sind, einschließlich der für die Stadtplanung und die physische Entwicklung des Gebiets zuständigen Dienste, mit dem Ziel, strategische Bereiche für die touristische Entwicklung zu fördern, die Zusammenarbeit mit Organisationen und Behörden bei der Förderung und Verbreitung von Informationen über Osttimor mit Investoren und Reiseveranstaltern, um die Verbreitung der erforderlichen Informationen sicherzustellen, die Überwachung der touristischen und kulturellen Veranstaltungen und Richtlinien und Vorschriften auszuarbeiten zur Erhaltung, zum Schutz und zur Erhaltung des historischen und kulturellen Erbes.

## Vizeminister und Staatssekretäre
In der  I. Regierung war das Tourismusressort dem Staatssekretär für Tourismus, Umwelt und Investitionen (tetum Sekretáriu Estadu Turizmu, Ambiente i Investimentu, portugiesisch Secretário de Estado do Turismo, Ambiente e Investimento) zugeordnet, das dem Ministerium für Entwicklung und Umwelt unterstand (tetum Ministériu Dezenvolvimentu i Ambiente , portugiesisch Ministério do Desenvolvimento e Ambiente). Minister war Premierminister Alkatiri selbst.
In der V. und VI. Regierung war dem Tourismusminister eine Staatssekretärin fü Kunst und Kultur unterstellt. In der VII. Regierung gab es einen Vizeminister für Tourismus. In der VIII. Regierung gibt es seit dem 24. Juni 2020 eine Vizeministerin für kommunalen Tourismus und Kultur.